# 南浦洞
南浦洞（ナンポドン）は、大韓民国釜山広域市中区に位置する繁華街で、釜山港沿いに位置する港町。チャガルチ市場や国際市場など、釜山でもっとも有名な観光地があるため、週末は国内外から訪れる観光客で賑わっている。南浦洞のシンボルは、町の中心に位置する龍頭山公園にそびえた釜山タワー。タワーからは南浦洞を含めた、釜山港を一望することができる。
国際市場の付近には、BIFF広場という釜山国際映画祭を記念したスクウェアがある。釜山劇場と大淵シネマの2つの映画館が向かい合う場所にあり、ふだんは露店が出て大変賑わっている。映画祭の開催期間中はこちらの広場に特設ステージが設けられ、映画俳優や芸能人が登場して様々なイベントが展開される。

## 最寄りの交通機関
- 釜山交通公社1号線・南浦駅またはチャガルチ駅

- 南浦洞に関連する地理データ - オープンストリートマップ